# Raión de Lida
El raión de Lida (en bielorruso: Лідскі раён) es un raión o distrito de Bielorrusia, en la provincia (óblast) de Goradnia. Comprende una superficie de 1569 km² y su capital es Lida.

## Demografía
Según estimación 2010 contaba con una población total de 135096 habitantes.

## Subdivisiones
Comprende las ciudades subdistritales de Lida (la capital) y Biarózauka y doce consejos rurales:
- Bélitsa
- Bérdauka
- Váverka
- Hancharý
- Dvóryshcha
- Dzitvá
- Dubrounia
- Krúpava
- Mazhéikava
- Tarnova
- Tratstsiakoutsy (con capital en Yodki)
- Jódarautsy